# Avraham Harman
Avraham Harman (hebrejsky: אברהם הרמן, žil v letech 1915 – 1992) byl izraelský diplomat a ředitel a rektor Hebrejské univerzity v Jeruzalémě.

## Biografie
Narodil se v Londýně ve Spojeném království, kde v roce 1935 dokončil studium práv na Wadham College na Oxfordské univerzitě. V roce 1938 imigroval do britské mandátní Palestiny, kde zastával různé funkce v Židovské agentuře. Po vyhlášení izraelské nezávislosti v roce 1948 byl jmenován náměstkem ředitele tiskového a informačního oddělení na izraelském ministerstvu zahraničních věcí. V roce 1949 byl jmenován prvním izraelským generálním konzulem v kanadském Montrealu. V roce 1950 byl členem izraelské delegace při Organizaci spojených národů (OSN). V letech 1953 až 1955 byl generálním konzulem v New Yorku a v letech 1959 až 1968 byl izraelským velvyslancem ve Spojených státech, kde vystřídal Abbu Ebana.
Po skončení diplomatické kariéry se vrátil do Izraele, kde v roce 1968 stal rektorem Hebrejské univerzity. Tento post zastával celkem patnáct let až do roku 1983 a během svého působení v čele univerzity byl, mimo jiné, zodpovědný za přestavbu a rozšíření původního kampusu na hoře Skopus.
Harman byl zakládajícím prezidentem Izraelské veřejné rady pro sovětské židovstvo a tuto funkci zastával až do své smrti v roce 1992. Během svého života získal čestné doktoráty na Yeshiva University, Brandeis University, Hebrejské univerzitě, Weizmannově institutu věd, New York University, Brooklyn College, Jewish Theological Seminary, Hebrew Union College, Pepperdine University, University of San Francisco a University of Rochester. Rovněž tak byl jmenován čestným členem akademické obce na své alma mater.
Harmanova manželka Zina Harmanová a jeho dcera Na'omi Chazanová se obě staly poslankyněmi Knesetu. Harman žil až do své smrti v Jeruzalémě, kde je i pohřben. Na jeho počest je pojmenován Institut Avrama Harmana pro současné židovstvo při Hebrejské univerzitě v Jeruzalémě.